# Protoparevania lourothi
Protoparevania lourothi är en stekelart som beskrevs av Andrew R. Deans 2004. Protoparevania lourothi ingår i släktet Protoparevania och familjen hungersteklar. Inga underarter finns listade i Catalogue of Life.